# 高村新一
高村 新一（たかむら しんいち、1914年 - 2002年3月25日）は、英文学者、東京大学名誉教授。
東京帝国大学英文科卒。静岡大学助教授、東大教養学部教授、1974年定年退官、東京女子大学教授、1984年明星大学教授、87年東大名誉教授。1989年11月勲三等旭日中綬章受章。ジョン・バニヤンの全五巻の著作集を個人全訳した。

## 著書
- 英文解釈 基礎編 富士書房 1961年

## 翻訳
- 悪太郎の一生 ジョン・バンヤン 新教出版社 1955年
- 聖書研究の手引 ティ・フーゲンヴィク ルーテル文書協会 1955年
- 聖戦 バンヤン 新教出版社 1957年
- 天路歴程 第1部 ジョン・バンヤン 現代文芸出版 1959年
- カーライル選集 第5 文学と人生 日本教文社 1962年
- バニヤン著作集 全5巻 山本書店 1969年

## 参考
- 高村新一「清水護教授を送る(停年退職教授紹介)」『東京女子大学紀要論集』第30巻第1号、東京女子大学、1979年9月20日、225-227頁、NAID 110006000328。